# América de Cali
L'América de Cali è una società calcistica colombiana con sede a Cali. Milita nella Categoría Primera A, la massima divisione del campionato colombiano di calcio.
Fondato nel 1927, è uno dei club calcistici più titolati sia in ambito nazionale sia in quello internazionale. La società ha vinto, infatti, 15 campionati nazionali e ha raggiunto per quattro volte la finale della Copa Libertadores. Il suo settore giovanile ha prodotto alcuni dei calciatori più importanti della Colombia.

## Storia

### Gli Inizi
Nel 1918, alcuni studenti che frequentavano il Colegio Santa Librada fondarono l'"America F.C.", per competere contro le altre scuole. La squadra vinse la Copa Centenario Batalla de Boyacá nel 1919. La maglia del club era di colore azzurro a strisce bianche, calzoncini azzurri, e calzettoni a strisce orizzontali bianche e azzurre che si ispiravano a quelli del club argentino del Racing Club.
L'América de Cali fu fondata il 13 febbraio 1927 in uno dei quartieri più poveri di Cali. Dopo essere stati espulsi dal campionato regionale, l'América decise di viaggiare attraverso il paese per confrontarsi con altri club colombiani. Il 16 febbraio 1948, l'América divenne il primo club professionistico colombiano, contribuendo in modo significativo all'istituzione del campionato nazionale colombiano.

### I primi campionati

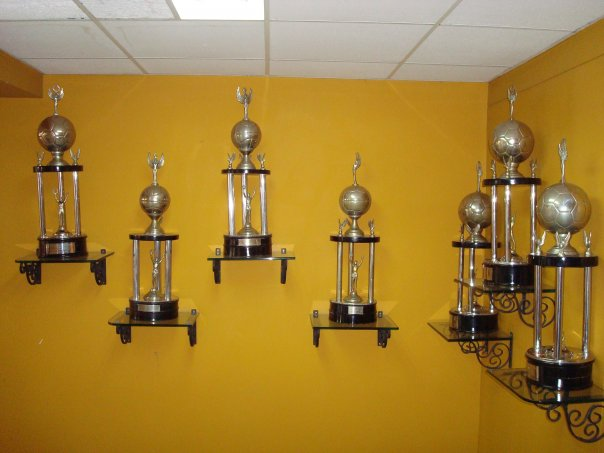
Alcuni trofei vinti dall'América

L'América, nonostante il suo ruolo importante nel calcio nazionale non raggiunse il secondo posto fino al 1960 e non ottenne la qualificazione alla Copa Libertadores fino al 1969. Nel 1979, con l'assunzione dell'allenatore Gabriel Ochoa Uribe, l'América supera il periodo stentato degli inizi: nei 12 anni in cui Ochoa Uribe rimase in carica, l'América vinse i suoi primi 7 campionati nazionali. L'América raggiunse inoltre la finale della Copa Libertadores tre volte consecutivamente tra il 1985 e il 1987, perdendo tutte le volte.

### Il titolo del 1979 e le stagioni successive
Il 19 dicembre 1979, l'América vinse il suo primo titolo nazionale, nel giorno conosciuto come Aquel 19, dal titolo di una canzone di Alberto Beltran. I fans festeggiarono a lungo il titolo, atteso per anni, ottenuto sconfiggendo l'Unión Magdalena. Prima della vittoria del titolo nazionale, i maggiori successi del club erano stati la vittoria per 5-0 contro i rivali cittadini del Deportivo Cali, la stagione terminata con 0 sconfitte nel 1967, i secondi posti nel 1960 e nel 1969 e il piazzamento nella Coppa Libertadores 1970.
Dopo soli tre anni dalla conquista del primo titolo nazionale, l'América de Cali andava verso la conquista del secondo. In un giorno freddo e grigio, la squadra era a Bogotà per la partita contro i Millonarios. La vittoria arrivò per un goal a zero, e, grazie anche ai risultati delle altre squadre pretendenti, l'América vinse il titolo.
Nel 1983 il club aveva rinnovato la rosa in occasione della Copa Libertadores.Daniel Teglia, Claudio Casares, Willington Ortiz, Rafael "Vallenato" Agudelo, Henry Alape, Jorge Porras, e Luis Antonio Marcollata erano i rinforzi principali, insieme ai brasiliani Ademir Praticio e Coccota. L'eliminazione in semifinale della squadra non influenzò i giocatori che vinsero comunque il titolo nazionale. Willington Ortiz e Juan Manuel Battaglia segnarono 40 reti in due formando un attacco devastante che contribuì alla conquista del titolo di quell'anno.
Con le stesse impostazioni tattiche, l'America de Cali vinse il suo quarto titolo, sempre sotto la guida di Gabriel Ochoa Uribe. Nel 1985, dopo una stagione di grandi successi, il club si trovò nuovamente ad avere l'opportunità di vincere il titolo all'ultima giornata, nella partita contro l'Atlético Junior. America de Cali schierò due trequartisti come Roberto Cabañas e Alex Escobar, e passò in vantaggio; l'Atlético Junior opponeva una fiera resistenza e si rendeva pericoloso, ma alla fine l'América vinse 1-0 conquistando il quinto titolo.
Nel 1986 l'América vinse il quinto titolo consecutivo superando il precedente record di quattro stabilito dai Millonarios. La vittoria del titolo, arrivata durante il match contro i rivali del Deportivo Cali, fu salutata con entusiasmo dai tifosi.

### Le finali di Coppa Libertadores
- Coppa Libertadores 1985 - L'America fronteggia l'Argentinos Juniors nella sua prima finale di Copa Libertadores, giocando un match secco ad Asunción. La gara era giunta ai calci di rigore e Julio César Falcioni era deputato a calciare il tiro decisivo, ma si rifiutò e toccò ad Antony de Ávila tirare il rigore, ma il piccolo attaccante sbagliò e il club perse la Coppa.
- Coppa Libertadores 1986 - Stavolta è il River Plate l'avversario del club colombiano, ma il club argentino si dimostra superiore e grazie ai gol di Funes vince la doppia sfida.
- Coppa Libertadores 1987 - Per la terza volta consecutiva la squadra giunge in finale, stavolta contro il club uruguaiano del Peñarol; la prima partita fu giocata a Cali e l'América vinse 2-0; il secondo match giocato a Montevideo fu vinto dal Peñarol per 2-1 e fu necessaria una partita di spareggio per decidere il vincitore. La partita fu giocata a Santiago del Cile, e a dieci secondi dalla fine Diego Aguirre segnò per il Peñarol e decretò la vittoria per la sua squadra.

### Anni novanta
Il campionato del 1989 venne sospeso a causa dell'omicidio dell'arbitro Álvaro Ortega. Nel 1990, l'America de Cali vinse il titolo, l'ultimo di Gabriel Ochoa Uribe. Dopo la partenza di Uribe, Francisco Maturana assume la guida del club, che nel 1992 porta alla conquista dell'ottavo titolo della sua storia, assistito da Diego Umaña. Cinque anni dopo l'América conquista il campionato più lungo mai disputato in Colombia (un anno e mezzo), quello del 1996-1997 vincendo in finale contro l'Atlético Bucaramanga.
Nel 1996, l'América fu classificata al secondo posto dall'IFFHS tra le squadre di club, preceduta dalla Juventus. Nel 1999, il club raggiunge la finale del campionato nazionale contro l'Atlético Nacional, perdendo ai rigori. Nel 1999 la squadra vince il suo primo titolo internazionale, la Coppa Merconorte.

### La quarta finale di Libertadores
Nel 1996 l'América de Cali raggiunge nuovamente la finale di Copa Libertadores, nuovamente affrontando il River Plate. La prima partita giocata a Cali viene vinta dall'América per 1-0 grazie ad un gol di Antony de Ávila, che si prese così una momentanea rivincita dalla finale del 1986. Al ritorno Óscar Córdoba si rese protagonista nei due gol segnati da Hernán Crespo con due errori che di fatto consegnarono la coppa al River.

### Anni Novanta

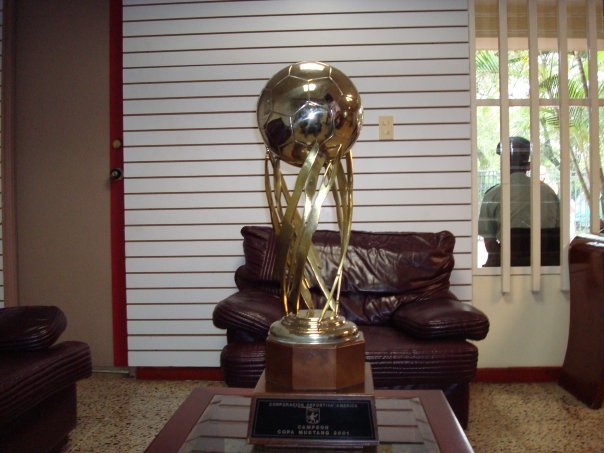
Copa Mustang 2001

Nel 1995, la Corporación Deportiva América subiva gli effetti dell'Ordine Esecutivo 12978,conosciuto in Colombia come Lista Clinton. A causa di connessioni con i cartelli della droga, gli Stati Uniti d'America imposero alle società di non avere rapporti diretti d'affari con l'América de Cali.
Da allora, i problemi economici della società diventarono gravi, con 2 milioni di dollari di debito., sopravvivendo solo grazie agli incassi dello stadio e alla vendita di materiale ufficiale del club, oltre alla cessione dei principali giocatori.

### Nuovo Millennio
L'inizio del XXI secolo fu un momento positivo dal punto di vista sportivo per la squadra: infatti l'América conquistò 3 titoli nazionali consecutivi.
Nel 2000 conquistò il suo decimo titolo.
Nel 2001 conquistò il suo undicesimo titolo, sconfiggendo in finale l'Independiente Medellín.
Nel 2002 la squadra vinse il suo dodicesimo titolo: l'Amèrica vinse il Torneo Apertura, il primo torneo "corto" ad assegnare il titolo nazionale in base al nuovo formato adottato, battendo nella finale l'Atlético Nacional.
Nel 2008 l'América, sotto la guida di Diego Umaña assistito dal vice Alex Escobar, si qualificò per la finale del campionato in entrambi i tornei della stagione; nella finale del Torneo Apertura affrontò il Boyacá Chicó venendo sconfitta solo ai rigori. Nella finale del Torneo Finalización affrontò l'Indipendiente Medellìn, vincendo sia la gara d'andata che quella di ritorno, conquistando il suo 13º campionato e diventando all'epoca la squadra ad aver conquistato più titoli in ambito nazionale a pari merito con i Millonarios di Bogotà, ora a quota 14.

## Rivalità

### América de Cali vs Deportivo Cali
Questa partita è chiamata "el clásico vallecaucano", ovvero "Derby di Valle del Cauca". I due club messi insieme hanno conquistato 20 titoli rendendo Cali una delle città più significative per il calcio colombiano. La prima partita ebbe luogo nel 1931, con una sconfitta dell'América contro il Cali Football Club per 0-1. A causa dell'arbitraggio discusso furono pubblicati articoli di protesta.
Nel 1969, il Deportivo Cali sconfisse l'America e vinse il titolo.
Nel 1986 e nel 1992 avvenne invece il contrario.
| Vittorie América | Pareggi | Vittorie Dep. Cali | Totale |
| ---------------- | ------- | ------------------ | ------ |
| 95               | 82      | 85                 | 262    |

### América de Cali vs Atlético Nacional

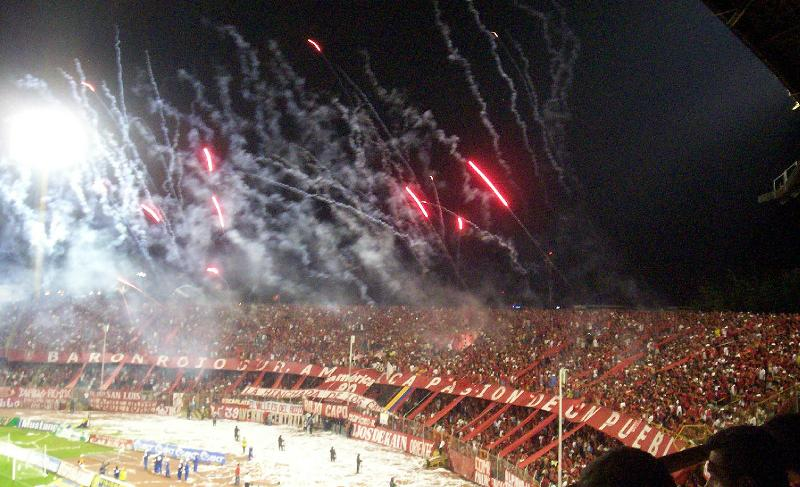
America de Cali vs Atletico Nacional durante la Copa Mustang II 2007

Dal 1979, América e Nacional hanno disputato 15 finali. La più recente risale al 2002, durante la quale l'América sconfisse il Nacional in entrambe le partite conquistando il dodicesimo titolo.
| Vittorie América | Pareggi | Vittorie Atlético Nacional | Totale |
| ---------------- | ------- | -------------------------- | ------ |
| 79               | 74      | 75                         | 228    |

### América de Cali vs Millonarios
Questi due club hanno 25 titoli in due. La rivalità iniziò negli anni settanta; nella finale del 1982, l'América de Cali sconfisse i Millonarios nello stadio El Campin, vincendo il secondo titolo.

### América de Cali vs Santa Fe
Questa rivalità è la più recente ed è stata originata da trasferimenti di giocatori del Santa Fe all'América per prezzi relativamente bassi. Nella finale della Coppa Merconorte 1999 l'América sconfisse proprio il Santa Fe ai rigori. L'11 maggio 2005, durante un match allo stadio El Campin, le due tifoserie si scontrarono e una persona morì durante la rissa.

## Tifosi

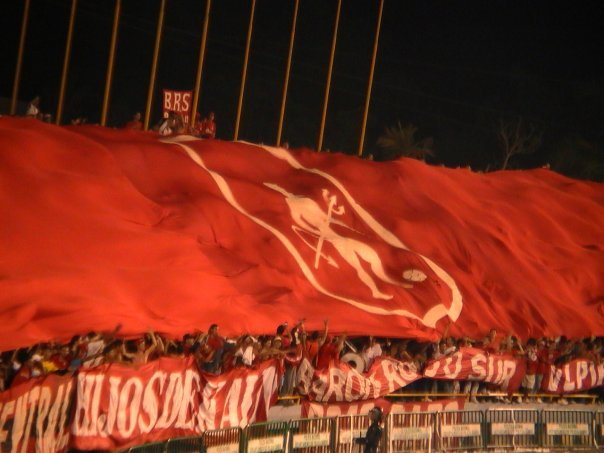
Bandiera stesa dal Baron Rojo Sur

La maggior parte dei gruppi di tifosi si sono costituiti negli anni settanta: i nomi sono "Estrella Roja", "El Reloj", "Sentimiento Rojo" e "Aquel 19" tra gli altri. La maggior parte dei gruppi sono ancora attivi e sono situati nella sezione est dello stadio. Nel 1991 nasce "La Furia Roja", gruppo di tifosi dei quartieri poveri di Cali che si caratterizza per la sua assidua presenza nelle trasferte. Nel 1997, è stata fondata la barra brava di "Baron Rojo Sur".

## Tornei internazionali

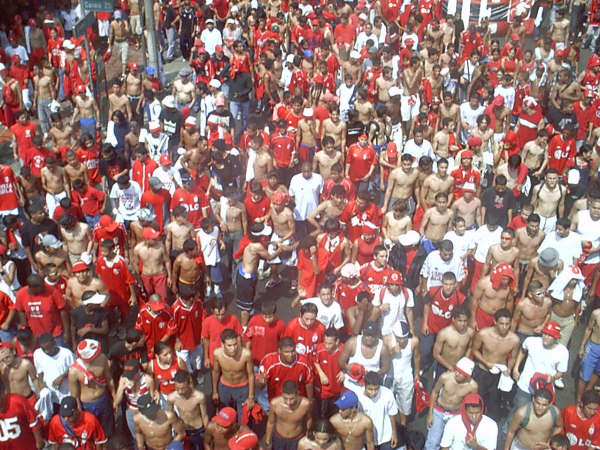
Un gruppo di tifosi in attesa di entrare nello stadio

- Copa Libertadores

Secondo posto: 1985, 1986, 1987, 1996
Semifinale: 1980, 1983, 1988, 1992, 1993, 2003
Quarti di finale: 1991, 2001
Fase a Gironi: 1970, 1984, 2005
- Coppa Merconorte

Campione: 1999
Fase a Gironi: 1998, 2000, 2001
- Copa Sudamericana:

Primo Turno: 2002
- Copa Conmebol:

Semifinale: 1995

## Presidenti
- 1948 Humberto Salcedo Fernández
- 1949 Manuel Correa Valencia
- 1950 Luís Carlos Cárdenas
- 1951-1955 Manuel Correa Valencia
- 1956-1964 Pedro Sellares
- 1961 Gustavo Valdés
- 1965 Jorge Rengifo
- 1966 Gonzalo Zambrano
- 1966-1973 Alberto Anzola
- 1974-1975 Juan De Dios Guerrero
- 1976-1978 Ricardo León Ocampo
- 1979-1986 José Sangiovanni
- 1987-1991 Juan José Bellini
- 1993-1994 Pedro Chang
- 1994-1996 Álvaro Muñoz Castro
- 1996-oggi Carlos Puente

## Statistiche
- L'America è l'unica squadra ad aver vinto cinque titoli consecutivi in Colombia (1982, 1983, 1984, 1985, 1986).
- Tra i club colombiani è quello ad aver disputato più finali di Coppa Libertadores (1985, 1986, 1987, 1996).
- È stato l'ultimo club a vincere il campionato di andata e ritorno (2001) e il primo ad aver vinto il torneo a formula breve (2002-I).
- L'America ha vinto i primi tre titoli del millennio.
- È stato il secondo dei tre club ad aver vinto 10 titoli nazionali (insieme a Club Deportivo Los Millonarios e Atlético Nacional).
- Con i suoi 14 titoli, è secondo per numero di campionati vinti, dopo i Los Millonarios, che ne hanno vinti 15.
- L'América è stato il secondo club colombiano ad aver vinto un trofeo internazionale, dopo l'Atlético Nacional.
- Negli ultimi 30 anni è stato il club ad aver vinto più campionati nazionali.
- Fino ad oggi l'América è l'unica società colombiana ad essersi classificata seconda nella classifica mondiale.
- Nel 1967, l'América rimase imbattuto per 22 partite e nel 1984 per 23 partite superando il suo stesso record.
- La miglior vittoria fu contro il Cúcuta Deportivo, 9-0.
- Antony de Ávila detiene il record di 8 campionati vinti con la maglia del club.
- Gabriel Ochoa Uribe detiene il record di 7 campionati vinti alla guida del club come allenatore.

## Divisa
L'América inizialmente vestiva una casacca a strisce bianche e azzurre, simile a quella del Racing Club di Avellaneda; successivamente il club passò ad una divisa rossa e blu. Dal 1927 al 1931,le divise erano rosse con calzoncini bianchi o bianche con calzoncini rossi.

### Evoluzione delle divise
| 1918 - 1925 Dal 1927 al 1931 | 1927 Dal 1927 al 1931 | Dal 1931 |

## Stemma

Il primo stemma del club, tratto da una foto del 1938.

Il primo scudetto del club, quando il calcio in Colombia iniziò con i club dilettantistici, era conosciuto a metà degli anni '30, questo scudetto era la mappa del Sud America in riferimento al nome della squadra che si era affermata come 'America FC' , è stato utilizzato fino al 1939.
Il simbolo del diavolo apparve per la prima volta sullo stemma dell'América nel 1940 a causa della credenza che i giocatori del club giocassero "come diavoli" in campo. Durante il periodo in cui Gabriel Ochoa Uribe guidava il club, il diavolo era ritenuto sconveniente, e fu rimosso per un periodo per ragioni religiose. In quel lasso di tempo lo stemma recava il numero di stelle corrispondente al numero di campionati vinti al posto del diavolo.
Nel 1992, il simbolo diabolico fu completamente rimosso. In occasione dei 70 anni di storia, il diavolo riapparse sulle divise e nel 2007, per celebrare gli 80 anni del club, il diavolo è temporaneamente tornato nello stemma, recando la scritta "1927-2007" e le 12 stelle.

## Strutture

### Stadio
Lo stadio dell'América è intitolato a Pascual Guerrero, fu costruito dal 1935 al 1937 e inaugurato nel 1937. Lo stadio è stato utilizzato per varie competizioni, come la Copa América 2001 o i VI Giochi panamericani, nel 1971. Lo stadio ha una capienza di 45.195 spettatori, ed ospita anche le partite dei rivali cittadini del Deportivo Cali.

## Organico

### Rosa 2021
| N. |                      | Ruolo | Calciatore             |
| -- | -------------------- | ----- | ---------------------- |
| 1  | Venezuela (bandiera) | P     | Joel Graterol          |
| 2  | Colombia (bandiera)  | D     | Marlon Torres          |
| 3  | Colombia (bandiera)  | D     | Jerson Malagón         |
| 4  | Colombia (bandiera)  | C     | Carlos Sierra          |
| 5  | Colombia (bandiera)  | D     | Héctor Quiñónes        |
| 6  | Colombia (bandiera)  | C     | Felipe Jaramillo       |
| 7  | Colombia (bandiera)  | A     | Guillermo Murillo      |
| 8  | Colombia (bandiera)  | C     | Juan Fernando Quintero |
| 10 | Colombia (bandiera)  | C     | Yesus Cabrera          |
| 11 | Colombia (bandiera)  | A     | Duván Vergara          |
| 12 | Colombia (bandiera)  | P     | Diego Novoa            |
| 13 | Colombia (bandiera)  | D     | Daniel Quiñones        |
| 14 | Perù (bandiera)      | A     | Aldair Rodríguez       |
| 15 | Colombia (bandiera)  | C     | Rafael Carrascal       |
| 17 | Colombia (bandiera)  | D     | Cristian Arrieta       |
| 18 | Cile (bandiera)      | C     | Rodrigo Ureña          |

| N. |                     | Ruolo | Calciatore           |
| -- | ------------------- | ----- | -------------------- |
| 19 | Colombia (bandiera) | C     | Luis Alejandro Paz   |
| 20 | Colombia (bandiera) | A     | Adrián Ramos         |
| 21 | Colombia (bandiera) | C     | Jeison Lucumí        |
| 22 | Colombia (bandiera) | D     | Nicolás Giraldo      |
| 24 | Colombia (bandiera) | C     | Luis Sánchez         |
| 25 | Colombia (bandiera) | D     | Daniel Cifuentes     |
| 26 | Colombia (bandiera) | D     | Pablo Ortiz          |
| 27 | Colombia (bandiera) | A     | Diber Cambindo       |
| 28 | Colombia (bandiera) | C     | Emerson Batalla      |
| 29 | Colombia (bandiera) | D     | Kevin Andrade        |
| 30 | Colombia (bandiera) | A     | Santiago Moreno      |
| 31 | Colombia (bandiera) | P     | David Quintero       |
| 32 | Colombia (bandiera) | A     | Carlos Cortéz        |
| 33 | Colombia (bandiera) | P     | Juan Diego Jaramillo |
| 70 | Colombia (bandiera) | C     | Edwin Cardona        |

## Rosa 2018
| N. |                     | Ruolo | Calciatore                |
| -- | ------------------- | ----- | ------------------------- |
| 1  | Colombia (bandiera) | P     | Libis Arenas              |
| 2  | Colombia (bandiera) | D     | Luciano Ospina            |
| 3  | Colombia (bandiera) | D     | Yamith Cuesta             |
| 4  | Colombia (bandiera) | D     | Nondier Romero            |
| 5  | Uruguay (bandiera)  | D     | Nicolás Schenone          |
| 6  | Colombia (bandiera) | D     | Andrés Mosquera Guardia   |
| 7  | Colombia (bandiera) | C     | Leyvin Balanta            |
| 8  | Colombia (bandiera) | C     | Juan Mezú                 |
| 9  | Colombia (bandiera) | C     | Iván Trujillo             |
| 10 | Colombia (bandiera) | C     | Mauricio Romero Sellarés  |
| 11 | Colombia (bandiera) | C     | Jhonny Alejandro Rivera   |
| 12 | Colombia (bandiera) | P     | Andres Mosquera Marmolejo |
| 13 | Colombia (bandiera) | C     | Rubén Darío Bustos        |
| 14 | Colombia (bandiera) | C     | Yesid Aponzá              |
| 15 | Uruguay (bandiera)  | A     | Julián Lalinde            |
| 16 | Colombia (bandiera) | A     | Santiago Carabalí         |

| N. |                        | Ruolo | Calciatore          |
| -- | ---------------------- | ----- | ------------------- |
| 17 | Colombia (bandiera)    | C     | Paulo Cesar Arango  |
| 18 | Colombia (bandiera)    | C     | Héctor Hurtado      |
| 19 | Colombia (bandiera)    | D     | Julián Carabalí     |
| 20 | Colombia (bandiera)    | C     | John Stiven Mendoza |
| 21 | Colombia (bandiera)    | A     | Yamilson Rivera     |
| 22 | Colombia (bandiera)    | P     | Eduardo Blandón     |
| 23 | Colombia (bandiera)    | A     | Diego Vergara       |
| 24 | Colombia (bandiera)    | C     | Julio César Ortiz   |
| 25 | Colombia (bandiera)    | C     | Juan Carlos Escobar |
| 26 | Colombia (bandiera)    | D     | Ricardo Villarraga  |
| 27 | Argentina (bandiera)   | A     | Jonathan Phillippe  |
| 28 | Colombia (bandiera)    | C     | Javier Calle        |
| 29 | Colombia (bandiera)    | D     | Yeison Murillo      |
| 38 | Inghilterra (bandiera) | C     | George Saunders     |
|    | Colombia (bandiera)    | C     | Pablo Armero        |

## Rosa 2010
| N. |                      | Ruolo | Calciatore            |
| -- | -------------------- | ----- | --------------------- |
| 1  | Colombia (bandiera)  | P     | José Hoover Escobar   |
| 2  | Paraguay (bandiera)  | D     | Oscar Nadín Díaz      |
| 3  | Colombia (bandiera)  | D     | Julián Carabalí       |
| 3  | Paraguay (bandiera)  | D     | Oscar Nadín Díaz      |
| 4  | Colombia (bandiera)  | C     | Jaime Córdoba         |
| 5  | Panama (bandiera)    | D     | Jean McClean          |
| 6  | Colombia (bandiera)  | D     | Bélmer Águilar        |
| 7  | Colombia (bandiera)  | A     | Wilson Morelo         |
| 8  | Colombia (bandiera)  | C     | Andrés Felipe Andrade |
| 9  | Argentina (bandiera) | A     | Sergio Galván         |
| 10 | Colombia (bandiera)  | C     | Jonathan Álvarez      |
| 11 | Panama (bandiera)    | A     | Edwin Aguilar         |
| 12 | Colombia (bandiera)  | P     | Diego Gómez           |
| 13 | Colombia (bandiera)  | D     | Juan Camilo Angulo    |
| 15 | Colombia (bandiera)  | C     | Jorge Banguero        |
| 18 | Colombia (bandiera)  | A     | Jairo Suárez          |

| N. |                     | Ruolo | Calciatore           |
| -- | ------------------- | ----- | -------------------- |
| 19 | Colombia (bandiera) | C     | William Zapata       |
| 20 | Colombia (bandiera) | D     | Carlos Preciado      |
| 22 | Colombia (bandiera) | C     | Rafael Navarro       |
| 24 | Colombia (bandiera) | C     | Hamlet Mina Pino     |
| 29 | Colombia (bandiera) | D     | Argemiro Vacca       |
| 31 | Uruguay (bandiera)  | P     | Alexis Viera         |
| 33 | Colombia (bandiera) | C     | Luis Miguel Carabalí |
|    | Colombia (bandiera) | D     | Nicolás Mosquéra     |
|    | Colombia (bandiera) | C     | Iván Vargas          |
|    | Colombia (bandiera) | D     | Oscar Valencia       |
|    | Colombia (bandiera) | C     | David Holguín        |
|    | Colombia (bandiera) | C     | Edward Alvarino      |
|    | Colombia (bandiera) | A     | Wilberto Cosme       |
|    | Colombia (bandiera) | A     | Mario Sergio Angulo  |
|    | Colombia (bandiera) | D     | Luciano Ospina       |

### Staff tecnico
| Incarico              | Nome                    | Nazionalità         |
| Allenatore            | Diego Umaña             | Colombia (bandiera) |
| Allenatore in seconda | Alex Escobar            | Colombia (bandiera) |
| Allenatore in seconda | Otoniel Quintana        | Colombia (bandiera) |
| Preparatore           | Ramón Alejandro Vásquez | Uruguay (bandiera)  |
| Medico                | Carlos Muñoz Galarza    | Colombia (bandiera) |
| Medico                | Juan Carlos Tafurth     | Colombia (bandiera) |

## Marcatori
| Nome                  | Goal | Nazionalità          |
| --------------------- | ---- | -------------------- |
| Antony de Ávila       | 201  | Colombia (bandiera)  |
| Jorge Ramón Cáceres   | 135  | Argentina (bandiera) |
| Juan Manuel Battaglia | 93   | Paraguay (bandiera)  |
| Armando Torres        | 90   | Colombia (bandiera)  |
| Orlando Maturana      | 74   | Colombia (bandiera)  |
| Alex Escobar          | 73   | Colombia (bandiera)  |
| Jairo Castillo        | 73   | Colombia (bandiera)  |
| Camilo Cerviño        | 65   | Argentina (bandiera) |
| Jorge Da Silva        | 65   | Argentina (bandiera) |
| Leonardo Fabio Moreno | 64   | Colombia (bandiera)  |
| Julio Aragon          | 60   | Colombia (bandiera)  |
| Víctor Lugo           | 59   | Colombia (bandiera)  |
| Ricardo Gareca        | 57   | Argentina (bandiera) |
| Julio Sanlorenzo      | 53   | Argentina (bandiera) |
| Gilberto Cuero        | 52   | Colombia (bandiera)  |
| Willington Ortiz      | 50   | Colombia (bandiera)  |

## Presenze
| Nome                    | Presenze | Nazionalità          |
| ----------------------- | -------- | -------------------- |
| Alex Escobar            | 505      | Colombia (bandiera)  |
| Antony de Ávila         | 483      | Colombia (bandiera)  |
| Luis Eduardo Reyes      | 396      | Colombia (bandiera)  |
| Gilberto Cuero          | 389      | Colombia (bandiera)  |
| Julio César Falcioni    | 376      | Argentina (bandiera) |
| Hugo Valencia           | 357      | Colombia (bandiera)  |
| Juan Manuel Battaglia   | 353      | Paraguay (bandiera)  |
| Gabriel Chaparro        | 340      | Colombia (bandiera)  |
| Víctor Lugo             | 325      | Colombia (bandiera)  |
| Gerardo González Aquino | 312      | Paraguay (bandiera)  |
| Foad Maziri             | 312      | Colombia (bandiera)  |
| Wilmer Cabrera          | 301      | Colombia (bandiera)  |
| Carlos Arturo Riascos   | 284      | Colombia (bandiera)  |
| James Cardona           | 278      | Colombia (bandiera)  |
| Jorge Ramón Cáceres     | 270      | Argentina (bandiera) |
| Víctor Espinoza         | 261      | Colombia (bandiera)  |

## Palmarès

### Competizioni nazionali
- Campionato colombiano: 15

1979, 1982, 1983, 1984, 1985, 1986, 1990, 1992, 1997, 2000, 2001, 2002-I, 2008-II, 2019-II, 2020
- Categoría Primera B: 2

2012, 2016

### Competizioni regionali
- Copa Centenario Batalla de Boyaca: 1

1919
- Primera Categoría Departamental: 5

1931, 1932, 1933, 1934, 1935
- Segunda Categoría Departamental: 2

1927, 1930

### Competizioni internazionali
- Copa Simon Bolivar: 1

1975
- Coppa Merconorte: 1

1999
- Secondo posto nella classifica dei club dell'IFFHS:

1996

### Altri piazzamenti
- Campionato colombiano:

Secondo posto: 1960, 1969, 1987, 1991, 1995, 1999, 2008-I
Terzo posto: 1967, Apertura 1977, Apertura 1978, Finalización 1980, Finalización 1981, 1988, 1994
- Copa Colombia:

Finalista: 2024
- Súper Liga:

Finalista: 2020
- Categoría Primera B:

Secondo posto: 2012
- Coppa Libertadores:

Finalista: 1985, 1986, 1987, 1996
Semifinalista: 1980, 1983, 1988, 1992, 1993, 2003
- Coppa CONMEBOL:

Semifinalista: 1995

### Squadra Riserve
- Campionato Nazionale Riserve: 5

1966, 1967, 1981, 2003, 2004
- Primera C: 2

1996, 1998
- Copa Telepacífico: 5

2006, 2007, 2009, 2011, 2017